# Vingdådra
Vingdådra (Bunias erucago) är en korsblommig växtart som beskrevs av Carl von Linné. Enligt Catalogue of Life ingår Vingdådra i släktet ryssgubbar och familjen korsblommiga växter, men enligt Dyntaxa är tillhörigheten istället släktet ryssgubbar och familjen korsblommiga växter. Arten förekommer tillfälligt i Sverige, men reproducerar sig inte. Inga underarter finns listade i Catalogue of Life.
Blomman är gul.

## Bildgalleri

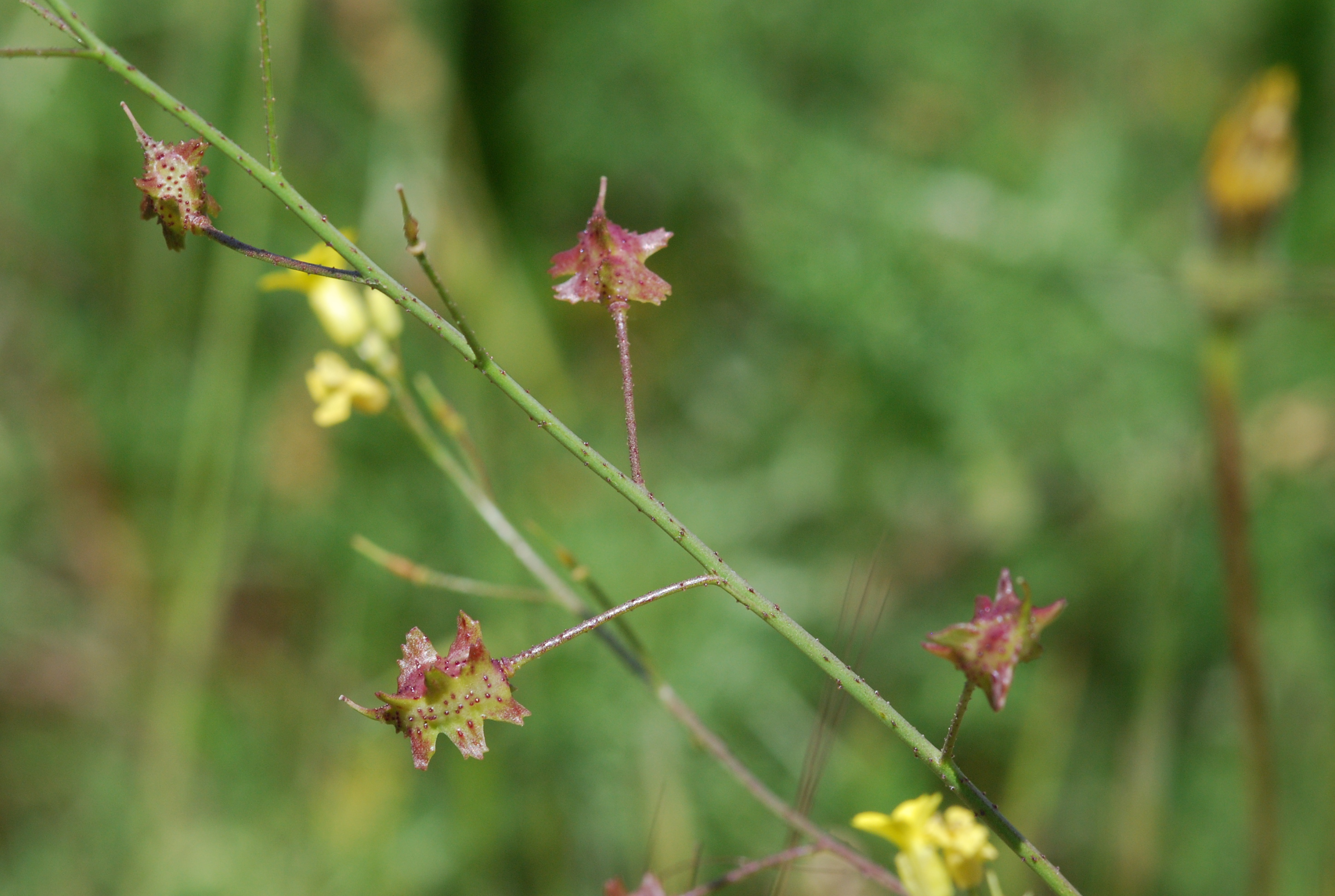